# Вилар (Моимента-да-Бейра)
Вилар (порт. Vilar) — населённый пункт и район в Португалии, входит в округ Визеу. Является составной частью муниципалитета Моимента-да-Бейра. Находится в составе крупной городской агломерации Большое Визеу. По старому административному делению входил в провинцию Бейра-Алта. Входит в экономико-статистический субрегион Доуру, который входит в Северный регион. Население составляет 382 человек на 2011 год. Занимает площадь 8,84 км².
Покровителем района считается Апостол Варфоломей (порт. São Bartolomeu).